# Waterford Regional Sports Centre
Waterford Regional Sports Centre – wielofunkcyjny stadion  w Waterford, w Irlandii. Został otwarty w 1993 roku. Może pomieścić 5500 widzów. Swoje spotkania rozgrywają na nim piłkarze klubu Waterford FC.
Stadion został otwarty w 1993 roku. Początkowo obiekt posiadał tylko jedną trybunę, po stronie północno-zachodniej. Jest ona w pełni zadaszona i posiada około 1300 miejsc siedzących. W 2009 roku oddano do użytku drugą trybunę (po stronie południowo-wschodniej). Również jest ona zadaszona i może pomieścić 1760 widzów. Całkowitą pojemność areny szacuje się na 5500 widzów. Obiekt wyposażony jest m.in. w sztuczne oświetlenie i 8-torową, tartanową bieżnię lekkoatletyczną.
Od początku gospodarzem stadionu są piłkarze klubu Waterford FC (przed otwarciem Waterford Regional Sports Centre klub ten występował na Kilcohan Park). Stadion wykorzystywany jest także przez drużyny sportowe Waterford Institute of Technology.
26 września 2009 roku na stadionie odbył się finał League of Ireland Cup (Bohemian FC – Waterford FC 3:1). W maju 2019 roku na obiekcie rozegrano cztery spotkania fazy grupowej piłkarskich Mistrzostw Europy U-17.